# Classificació de la Copa del Món de futbol 1958
Per a la Copa del Món de Futbol 1958, disputada a Suècia l'any 1958, s'hi van inscriure 53 equips per a un total de 16 places disponibles. El campió (Alemanya Occidental) i l'organitzador (Suècia) es van classificar automàticament.
Els 51 equips restants van ser dividits en grups en funció de la regió, de la següent manera:
- Europa: 9 places per 27 equips. Grups 1 a 9.
- Amèrica del Sud: 3 places per 9 equips. Grups 10 a 12.
- Amèrica del Nord: 1 plaça per 6 equips. Grup 13.
- Àsia i Àfrica: 1 plaça per 9 equips. Grup 14.

## Europa

### Grup 1
| Equip      | Pts | PJ | PG | PE | PP | GF | GC |
| ---------- | --- | -- | -- | -- | -- | -- | -- |
| Anglaterra | 7   | 4  | 3  | 1  | 0  | 15 | 5  |
| Irlanda    | 5   | 4  | 2  | 1  | 1  | 6  | 7  |
| Dinamarca  | 0   | 4  | 0  | 0  | 4  | 4  | 13 |

| Data                  | Seu           | Partit     | Partit     | Partit | Partit     | Partit     |
| --------------------- | ------------- | ---------- | ---------- | ------ | ---------- | ---------- |
| 3 d'octubre de 1956   | Dublín        | Irlanda    | Irlanda    | 2-1    | Dinamarca  | Dinamarca  |
| 5 de desembre de 1956 | Wolverhampton | Anglaterra | Anglaterra | 5-2    | Dinamarca  | Dinamarca  |
| 8 de maig de 1957     | Londres       | Anglaterra | Anglaterra | 5-1    | Irlanda    | Irlanda    |
| 15 de maig de 1957    | Copenhaguen   | Dinamarca  | Dinamarca  | 1-4    | Anglaterra | Anglaterra |
| 19 de maig de 1957    | Dublín        | Irlanda    | Irlanda    | 1-1    | Anglaterra | Anglaterra |
| 2 d'octubre de 1957   | Copenhaguen   | Dinamarca  | Dinamarca  | 0-2    | Irlanda    | Irlanda    |

- Classificat: Anglaterra

### Grup 2
| Equip    | Pts | PJ | PG | PE | PP | GF | GC |
| -------- | --- | -- | -- | -- | -- | -- | -- |
| França   | 7   | 4  | 3  | 1  | 0  | 19 | 4  |
| Bèlgica  | 5   | 4  | 2  | 1  | 1  | 16 | 11 |
| Islàndia | 0   | 4  | 0  | 0  | 4  | 6  | 26 |

| Data                   | Seu         | Partit   | Partit   | Partit | Partit   | Partit   |
| ---------------------- | ----------- | -------- | -------- | ------ | -------- | -------- |
| 11 de novembre de 1956 | París       | França   | França   | 6-3    | Bèlgica  | Bèlgica  |
| 2 de juny de 1957      | Nantes      | França   | França   | 8-0    | Islàndia | Islàndia |
| 5 de juny de 1957      | Brussel·les | Bèlgica  | Bèlgica  | 8-3    | Islàndia | Islàndia |
| 1 de setembre de 1957  | Reykjavík   | Islàndia | Islàndia | 1-5    | França   | França   |
| 4 de setembre de 1957  | Reykjavík   | Islàndia | Islàndia | 2-5    | Bèlgica  | Bèlgica  |
| 27 d'octubre de 1957   | Brussel·les | Bèlgica  | Bèlgica  | 0-0    | França   | França   |

- Classificat: França

### Grup 3
| Equip    | Pts | PJ | PG | PE | PP | GF | GC |
| -------- | --- | -- | -- | -- | -- | -- | -- |
| Hongria  | 6   | 4  | 3  | 0  | 1  | 12 | 4  |
| Bulgària | 4   | 4  | 2  | 0  | 2  | 11 | 7  |
| Noruega  | 2   | 4  | 1  | 0  | 3  | 3  | 15 |

| Data                   | Seu      | Partit   | Partit   | Partit | Partit   | Partit   |
| ---------------------- | -------- | -------- | -------- | ------ | -------- | -------- |
| 22 de maig de 1957     | Oslo     | Noruega  | Noruega  | 1-2    | Bulgària | Bulgària |
| 12 de juny de 1957     | Oslo     | Noruega  | Noruega  | 2-1    | Hongria  | Hongria  |
| 23 de juny de 1957     | Budapest | Hongria  | Hongria  | 4-1    | Bulgària | Bulgària |
| 15 de setembre de 1957 | Sofia    | Bulgària | Bulgària | 1-2    | Hongria  | Hongria  |
| 3 de novembre de 1957  | Sofia    | Bulgària | Bulgària | 7-0    | Noruega  | Noruega  |
| 10 de novembre de 1957 | Budapest | Hongria  | Hongria  | 5-0    | Noruega  | Noruega  |

- Classificat: Hongria

### Grup 4
| Equip             | Pts | PJ | PG | PE | PP | GF | GC |
| ----------------- | --- | -- | -- | -- | -- | -- | -- |
| Txecoslovàquia    | 6   | 4  | 3  | 0  | 1  | 9  | 3  |
| Gal·les¹          | 4   | 4  | 2  | 0  | 2  | 6  | 5  |
| Alemanya Oriental | 2   | 4  | 1  | 0  | 3  | 5  | 12 |

| Data                   | Seu     | Partit            | Partit          | Partit | Partit          | Partit            |
| ---------------------- | ------- | ----------------- | --------------- | ------ | --------------- | ----------------- |
| 1 de maig de 1957      | Cardiff | Gal·les           | Gal·les         | 1-0    | República Txeca | Txecoslovàquia    |
| 19 de maig de 1957     | Leipzig | Alemanya Oriental | Alemanya        | 2-1    | Gal·les         | Gal·les           |
| 26 de maig de 1957     | Praga   | Txecoslovàquia    | República Txeca | 2-0    | Gal·les         | Gal·les           |
| 16 de juny de 1957     | Brno    | Txecoslovàquia    | República Txeca | 3-1    | Alemanya        | Alemanya Oriental |
| 25 de setembre de 1957 | Cardiff | Gal·les           | Gal·les         | 4-1    | Alemanya        | Alemanya Oriental |
| 27 d'octubre de 1957   | Leipzig | Alemanya Oriental | Alemanya        | 1-4    | República Txeca | Txecoslovàquia    |

¹- Gal·les fou convidat per la FIFA a disputar la classificació a Israel, guanyador del grup 14 (Àsia/Àfrica), per abandonament de la resta de participants, Egipte, Indonèsia i Sudan.
- Classificat: Txecoslovàquia

### Grup 5
| Equip         | Pts | PJ | PG | PE | PP | GF | GC |
| ------------- | --- | -- | -- | -- | -- | -- | -- |
| Àustria       | 7   | 4  | 3  | 1  | 0  | 14 | 3  |
| Països Baixos | 5   | 4  | 2  | 1  | 1  | 12 | 7  |
| Luxemburg     | 0   | 4  | 0  | 0  | 4  | 3  | 19 |

| Data                   | Seu                 | Partit        | Partit        | Partit | Partit        | Partit        |
| ---------------------- | ------------------- | ------------- | ------------- | ------ | ------------- | ------------- |
| 30 de setembre de 1956 | Viena               | Àustria       | Àustria       | 7-0    | Luxemburg     | Luxemburg     |
| 20 de març de 1957     | Rotterdam           | Països Baixos | Països Baixos | 4-1    | Luxemburg     | Luxemburg     |
| 26 de maig de 1957     | Viena               | Àustria       | Àustria       | 3-2    | Països Baixos | Països Baixos |
| 11 de setembre de 1957 | Rotterdam           | Luxemburg     | Luxemburg     | 2-5    | Països Baixos | Països Baixos |
| 25 de setembre de 1957 | Amsterdam           | Països Baixos | Països Baixos | 1-1    | Àustria       | Àustria       |
| 29 de setembre de 1957 | Ciutat de Luxemburg | Luxemburg     | Luxemburg     | 0-3    | Àustria       | Àustria       |

- Classificat: Àustria

### Grup 6
| Equip          | Pts | PJ | PG | PE | PP | GF | GC |
| -------------- | --- | -- | -- | -- | -- | -- | -- |
| Unió Soviètica | 6   | 4  | 3  | 0  | 1  | 16 | 3  |
| Polònia        | 6   | 4  | 3  | 0  | 1  | 9  | 5  |
| Finlàndia      | 0   | 4  | 0  | 0  | 4  | 2  | 19 |

| Data                   | Seu      | Partit         | Partit         | Partit | Partit         | Partit         |
| ---------------------- | -------- | -------------- | -------------- | ------ | -------------- | -------------- |
| 23 de juny de 1957     | Moscou   | Unió Soviètica | Unió Soviètica | 3-0    | Polònia        | Polònia        |
| 5 de juliol de 1957    | Hèlsinki | Finlàndia      | Finlàndia      | 1-3    | Polònia        | Polònia        |
| 27 de juliol de 1957   | Moscou   | Unió Soviètica | Unió Soviètica | 2-1    | Finlàndia      | Finlàndia      |
| 15 d'agost de 1957     | Hèlsinki | Finlàndia      | Finlàndia      | 0-10   | Unió Soviètica | Unió Soviètica |
| 20 d'octubre de 1957   | Cracòvia | Polònia        | Polònia        | 2-1    | Unió Soviètica | Unió Soviètica |
| 3 de novembre de 1957  | Varsòvia | Polònia        | Polònia        | 4-0    | Finlàndia      | Finlàndia      |
| Desempat               |          |                |                |        |                |                |
| 24 de novembre de 1957 | Leipzig  | Unió Soviètica | Unió Soviètica | 2-0    | Polònia        | Polònia        |

- Classificat: Unió Soviètica

### Grup 7
| Equip      | Pts | PJ | PG | PE | PP | GF | GC |
| ---------- | --- | -- | -- | -- | -- | -- | -- |
| Iugoslàvia | 6   | 4  | 2  | 2  | 0  | 7  | 2  |
| Romania    | 5   | 4  | 2  | 1  | 1  | 6  | 4  |
| Grècia     | 1   | 4  | 0  | 1  | 3  | 2  | 9  |

| Data                   | Seu      | Partit     | Partit                                     | Partit | Partit                                     | Partit     |
| ---------------------- | -------- | ---------- | ------------------------------------------ | ------ | ------------------------------------------ | ---------- |
| 5 de maig de 1957      | Atenes   | Grècia     | Grècia                                     | 0-0    | República Federal Socialista de Iugoslàvia | Iugoslàvia |
| 16 de juny de 1957     | Atenes   | Grècia     | Grècia                                     | 1-2    | Romania                                    | Romania    |
| 29 de setembre de 1957 | Bucarest | Romania    | Romania                                    | 1-1    | República Federal Socialista de Iugoslàvia | Iugoslàvia |
| 3 de novembre de 1957  | Bucarest | Romania    | Romania                                    | 3-0    | Grècia                                     | Grècia     |
| 10 de novembre de 1957 | Belgrad  | Iugoslàvia | República Federal Socialista de Iugoslàvia | 4-1    | Grècia                                     | Grècia     |
| 17 de novembre de 1957 | Belgrad  | Iugoslàvia | República Federal Socialista de Iugoslàvia | 2-0    | Romania                                    | Romania    |

- Classificat: Iugoslàvia

### Grup 8
| Equip            | Pts | PJ | PG | PE | PP | GF | GC |
| ---------------- | --- | -- | -- | -- | -- | -- | -- |
| Irlanda del Nord | 5   | 4  | 2  | 1  | 1  | 6  | 3  |
| Itàlia           | 4   | 4  | 2  | 0  | 2  | 5  | 5  |
| Portugal         | 3   | 4  | 1  | 1  | 2  | 4  | 7  |

| Data                   | Seu     | Partit           | Partit           | Partit | Partit           | Partit           |
| ---------------------- | ------- | ---------------- | ---------------- | ------ | ---------------- | ---------------- |
| 16 de gener de 1957    | Lisboa  | Portugal         | Portugal         | 1-1    | Irlanda del Nord | Irlanda del Nord |
| 25 d'abril de 1957     | Roma    | Itàlia           | Itàlia           | 1-0    | Irlanda del Nord | Irlanda del Nord |
| 1 de maig de 1957      | Belfast | Irlanda del Nord | Irlanda del Nord | 3-0    | Portugal         | Portugal         |
| 26 de maig de 1957     | Lisboa  | Portugal         | Portugal         | 3-0    | Itàlia           | Itàlia           |
| 22 de desembre de 1957 | Milà    | Itàlia           | Itàlia           | 3-0    | Portugal         | Portugal         |
| 15 de gener de 1958    | Belfast | Irlanda del Nord | Irlanda del Nord | 2-1    | Itàlia           | Itàlia           |

- Classificat: Irlanda del Nord

### Grup 9
| Equip   | Pts | PJ | PG | PE | PP | GF | GC |
| ------- | --- | -- | -- | -- | -- | -- | -- |
| Escòcia | 6   | 4  | 3  | 0  | 1  | 10 | 9  |
| Espanya | 5   | 4  | 2  | 1  | 1  | 12 | 8  |
| Suïssa  | 1   | 4  | 0  | 1  | 3  | 6  | 11 |

| Data                   | Seu     | Partit  | Partit  | Partit | Partit  | Partit  |
| ---------------------- | ------- | ------- | ------- | ------ | ------- | ------- |
| 10 de març de 1957     | Madrid  | Espanya | Espanya | 2-2    | Suïssa  | Suïssa  |
| 8 de maig de 1957      | Glasgow | Escòcia | Escòcia | 4-2    | Espanya | Espanya |
| 19 de maig de 1957     | Basilea | Suïssa  | Suïssa  | 1-2    | Escòcia | Escòcia |
| 26 de maig de 1957     | Madrid  | Espanya | Espanya | 4-1    | Escòcia | Escòcia |
| 6 de novembre de 1957  | Glasgow | Escòcia | Escòcia | 3-2    | Suïssa  | Suïssa  |
| 24 de novembre de 1957 | Lausana | Suïssa  | Suïssa  | 1-4    | Espanya | Espanya |

- Classificat: Escòcia

## Amèrica del Sud

### Grup 10
Veneçuela es retirà de la competició.
| Data               | Seu            | Partit | Partit | Partit | Partit | Partit |
| ------------------ | -------------- | ------ | ------ | ------ | ------ | ------ |
| 13 d'abril de 1957 | Lima           | Perú   | Perú   | 1-1    | Brasil | Brasil |
| 21 d'abril de 1957 | Rio de Janeiro | Brasil | Brasil | 1-0    | Perú   | Perú   |

- Classificat: Brasil

### Grup 11
| Equip     | Pts | PJ | PG | PE | PP | GF | GC |
| --------- | --- | -- | -- | -- | -- | -- | -- |
| Argentina | 6   | 4  | 3  | 0  | 1  | 10 | 2  |
| Bolívia   | 4   | 4  | 2  | 0  | 2  | 6  | 6  |
| Xile      | 2   | 4  | 1  | 0  | 3  | 2  | 10 |

| Data                   | Seu              | Partit    | Partit    | Partit | Partit    | Partit    |
| ---------------------- | ---------------- | --------- | --------- | ------ | --------- | --------- |
| 22 de setembre de 1957 | Santiago de Xile | Xile      | Xile      | 2-1    | Bolívia   | Bolívia   |
| 29 de setembre de 1957 | La Paz           | Bolívia   | Bolívia   | 3-0    | Xile      | Xile      |
| 6 d'octubre de 1957    | La Paz           | Bolívia   | Bolívia   | 2-0    | Argentina | Argentina |
| 13 d'octubre de 1957   | Santiago de Xile | Xile      | Xile      | 0-2    | Argentina | Argentina |
| 20 d'octubre de 1957   | Buenos Aires     | Argentina | Argentina | 4-0    | Xile      | Xile      |
| 27 d'octubre de 1957   | Buenos Aires     | Argentina | Argentina | 4-0    | Bolívia   | Bolívia   |

- Classificat: Argentina

### Grup 12
| Equip    | Pts | PJ | PG | PE | PP | GF | GC |
| -------- | --- | -- | -- | -- | -- | -- | -- |
| Paraguai | 6   | 4  | 3  | 0  | 1  | 11 | 4  |
| Uruguai  | 5   | 4  | 2  | 1  | 1  | 4  | 6  |
| Colòmbia | 1   | 4  | 0  | 1  | 3  | 3  | 8  |

| Data                 | Seu        | Partit   | Partit   | Partit | Partit   | Partit   |
| -------------------- | ---------- | -------- | -------- | ------ | -------- | -------- |
| 16 de juny de 1957   | Bogotà     | Colòmbia | Colòmbia | 1-1    | Uruguai  | Uruguai  |
| 20 de juny de 1957   | Bogotà     | Colòmbia | Colòmbia | 2-3    | Paraguai | Paraguai |
| 30 de juny de 1957   | Montevideo | Uruguai  | Uruguai  | 1-0    | Colòmbia | Colòmbia |
| 7 de juliol de 1957  | Asunción   | Paraguai | Paraguai | 3-0    | Colòmbia | Colòmbia |
| 14 de juliol de 1957 | Asunción   | Paraguai | Paraguai | 5-0    | Uruguai  | Uruguai  |
| 28 de juliol de 1957 | Montevideo | Uruguai  | Uruguai  | 2-0    | Paraguai | Paraguai |

- Classificat: Paraguai

## Amèrica del Nord, Centre i Carib

### Grup 13

#### Subgrup A
| Equip                 | Pts | PJ | PG | PE | PP | GF | GC |
| --------------------- | --- | -- | -- | -- | -- | -- | -- |
| Costa Rica            | 8   | 4  | 4  | 0  | 0  | 15 | 4  |
| Antilles Neerlandeses | 2   | 4  | 1  | 0  | 2  | 4  | 7  |
| Guatemala             | 0   | 4  | 0  | 0  | 3  | 4  | 12 |

| Data                 | Seu                  | Partit                | Partit        | Partit | Partit        | Partit             |
| -------------------- | -------------------- | --------------------- | ------------- | ------ | ------------- | ------------------ |
| 10 de febrer de 1957 | Ciutat de Guatemala  | Guatemala             | Guatemala     | 2-6    | Costa Rica    | Costa Rica         |
| 17 de febrer de 1957 | San José             | Costa Rica            | Costa Rica    | 3-1    | Guatemala     | Guatemala          |
| 3 de març de 1957    | San José             | Costa Rica            | Costa Rica    | 4-0    | Països Baixos | Antilles Neerland. |
| 10 de març de 1957   | Ciutat de Guatemala  | Guatemala             | Guatemala     | 1-3    | Països Baixos | Antilles Neerland. |
| 4 d'agost de 1957    | Willemstad (Curaçao) | Antilles Neerlandeses | Països Baixos | 1-2    | Costa Rica    | Costa Rica         |
| 1957                 | Willemstad (Curaçao) | Antilles Neerlandeses | Països Baixos | -1-    | Guatemala     | Guatemala          |

¹- En ésse ja decidida la classificació de Costa Rica per a la següent ronda, el partit Antilles Neerlandeses - Guatemala no es disputà.

#### Subgrup B
| Equip        | Pts | PJ | PG | PE | PP | GF | GC |
| ------------ | --- | -- | -- | -- | -- | -- | -- |
| Mèxic        | 8   | 4  | 4  | 0  | 0  | 18 | 2  |
| Canadà       | 4   | 4  | 2  | 0  | 2  | 8  | 8  |
| Estats Units | 0   | 4  | 0  | 0  | 4  | 5  | 21 |

| Data                | Seu             | Partit       | Partit                 | Partit | Partit                 | Partit       |
| ------------------- | --------------- | ------------ | ---------------------- | ------ | ---------------------- | ------------ |
| 7 d'abril de 1957   | Ciutat de Mèxic | Mèxic        | Mèxic                  | 6-0    | Estats Units d'Amèrica | Estats Units |
| 28 d'abril de 1957  | Los Angeles     | Estats Units | Estats Units d'Amèrica | 2-7    | Mèxic                  | Mèxic        |
| 22 de juny de 1957  | Toronto         | Canadà       | Canadà                 | 5-1    | Estats Units d'Amèrica | Estats Units |
| 30 de juny de 1957  | Mont-real       | Canadà       | Canadà                 | 0-3    | Mèxic                  | Mèxic        |
| 3 de juliol de 1957 | Ciutat de Mèxic | Mèxic        | Mèxic                  | 2-0    | Canadà                 | Canadà       |
| 6 de juliol de 1957 | Saint Louis     | Estats Units | Estats Units d'Amèrica | 2-3    | Canadà                 | Canadà       |

#### Ronda final
| Data                 | Seu             | Partit     | Partit     | Partit | Partit     | Partit     |
| -------------------- | --------------- | ---------- | ---------- | ------ | ---------- | ---------- |
| 20 d'octubre de 1957 | Ciutat de Mèxic | Mèxic      | Mèxic      | 2-0    | Costa Rica | Costa Rica |
| 27 d'octubre de 1957 | San José        | Costa Rica | Costa Rica | 1-1    | Mèxic      | Mèxic      |

- Classificat: Mèxic

## Àsia i Àfrica

### Grup 14

#### Subgrup 1
Taiwan es retira.
| Data               | Seu     | Partit    | Partit    | Partit | Partit    | Partit    |
| ------------------ | ------- | --------- | --------- | ------ | --------- | --------- |
| 12 de maig de 1957 | Jakarta | Indonèsia | Indonèsia | 2-0    | Xina      | Xina      |
| 2 de juny de 1957  | Pequín  | Xina      | Xina      | 4-3    | Indonèsia | Indonèsia |
| Desempat           |         |           |           |        |           |           |
| 23 de juny de 1957 | Yangon  | Xina      | Xina      | 0-0    | Indonèsia | Indonèsia |

Indonèsia pasa a la següent ronda per haver marcat més gols fora de casa.

#### Subgrup 2
Turquia es retira, pel que Israel pasa a la següent ronda.

#### Subgrup 3
Xipre es retira, pel que Egipte pasa a la següent ronda.

#### Subgrup 4
| Data               | Seu     | Partit | Partit | Partit | Partit | Partit |
| ------------------ | ------- | ------ | ------ | ------ | ------ | ------ |
| 8 de març de 1957  | Khartum | Sudan  | Sudan  | 1-0    | Síria  | Síria  |
| 24 de maig de 1957 | Damasc  | Síria  | Síria  | 1-1    | Sudan  | Sudan  |

#### Segona ronda
Indonèsia es retira, pel que Israel pasa a la següent ronda.
Egipte es retira, pel que Sudan pasa a la següent ronda.

#### Ronda final
Sudan es retira, pel que Israel es classifica en primera instància.
La FIFA, revoca la classificació d'Israel argumentant que almenys ha d'haver disputat un partit de classificació. Es decideix que Israel disputi una eliminatòria contra un dels perdedors de la zona europea, plaça que finalment li és atorgada a Gal·les.
| Data                | Seu      | Partit  | Partit  | Partit | Partit  | Partit  |
| ------------------- | -------- | ------- | ------- | ------ | ------- | ------- |
| 15 de gener de 1958 | Tel-Aviv | Israel  | Israel  | 0-2    | Gal·les | Gal·les |
| 5 de febrer de 1958 | Cardiff  | Gal·les | Gal·les | 2-0    | Israel  | Israel  |

- Classificat: Gal·les